# Ямбол
Я̀мбол е град в Югоизточна България. Той е административен център на област Ямбол, както и център и единствено населено място на община Ямбол. Според данните на НСИ към 31 декември 2022 г. населението на града е 59 364	 души. По данни на ГРАО към 15 юни 2024 г. в града живеят 69 553 души по настоящ адрес и 80 242 души по постоянен адрес.

## Име
През многогодишната си история град Ямбол е назоваван с различни имена: Дамполис, Дямполис, Дианполис, Хиамполис, Динибули, Дъбилин, Дубилин, Диамболи, Янболу, Ямболъ, Янболи и настоящото му име – Ямбол. В западните исторически извори е споменат с името Гренбоел.

## География
Град Ямбол се намира в Югоизточна България и е разположен на двата бряга на река Тунджа. Намира се на 77 km от Черно море и южно от магистрала Тракия. Градът се намира на 299 km от столицата на страната София, на 167 km от Пловдив, на 208 km от Варна и на 91 km от Бургас.
В землището на града се намира защитената местност „Ормана“, в която има редки видове местни растения и местен дребен дивеч, както и стопанство за развъждане при изкуствени условия на колхидски фазан. Лонгозната гора „Ормана“ притежава редки видове местни растения и местен дребен дивеч, разнообразна флора и фауна – блатно кокиче, мразовец и колхидски фазан. Местността е любимо място за отдих на ямболци в техните почивни дни.
Хълмът Боровец е място за отдих, разположено в североизточната част на града. Известен е с чистия си въздух, панорамния поглед над град Ямбол, телевизионната кула. Лесопарк „Боровец“ е с обща площ 276 дка и с надморска височина 150 – 230 m. Горският фонд на площ 89,7 ха, е обявен със Заповед № 3, 7 от 10 февруари 1976 г. Съществуващата растителност е създадена по изкуствен път със следните видове – акация, гледичия, черен бор, биота, мъждрян, мекиш, явор, ясен, липа, бадем, люляк. Северният склон на парк „Боровец“ е обезлесен. През 2005 г. на парк „Боровец“ се реализира Националната програма „От социални помощи към осигуряване на заетост“. Осигурената сума от община Ямбол по програмата е 33 960 лева, която покрива дейности по изкореняване на стари дънери, засаждане на 1600 широколистни дръвчета и на 3024 бр. цветни храсти.
Ямбол е разделен на следните квартали:
- Център
- Райна Княгиня
- Бенковски
- Христо Ботев
- Генерал Заимов
- Изток
- Възраждане
- Аврен
- Васил Левски
- Граф Игнатиев
- Диана
- Хале
- Зорница
- Каргон
- Златен Рог
- КОС

Географската ширина и надморската височина, на която е разположен градът, определят неголямата разлика в топлинно отношение между основните сезони – зима и лято. За района са характерни сравнително меката зима – средномесечните януарски температури са 0,2 °C, и топлото лято, със средномесечна температура за юли 23,2 °C. Средната годишна максимална температура е 17,9 °C, а средната годишна минимална – 6,4 °C. Средногодишната месечна температура е 12 °C.

## История

### Древност и античност
Плодородните земи по долината на р. Тунджа са били заселени още от най-дълбока древност. Свидетелство за това са откритите повече от 30 селищни могили в района, сред които добре проучени са тази в с. Веселиново, Рачева и Марчева могили, датирани от периода на неолита (6000 – 4000 г. пр.н.е.), енеолита (4000 – 2700 г. пр.н.е.) и бронзовата епоха (2700 – 900 г. пр.н.е.).
В селището Ясъ тепе са установени 26 вида диви и домашни животни (от късножелязната епоха (отпреди 3000 – 2000 години), сред които и изчезналите повсеместно тур/диво говедо (Bos primigenius), тарпан (Equus ferus ferus), както и изчезналите от пределите на страната бобър (Castor fiber), сив жерав (Grus grus) и голяма дропла (Otis tarda).

### Средновековие
Историята на град Ямбол започва още преди създаването на българската държава. През 293 г. император Диоклециан предприема пътуване по тези земи. В началото на месец май е в Адрианопол, откъдето тръгва за Августа Траяна, Филипопол и Сердика. Пътят на императора минава точно през мястото, където сега се намира Ямбол и където вероятно е имало някакво малко селище. Императорът е удивен от плодородните земи, от красивата природа, от добрите условия за живот и решава, че на това място трябва да има голям и хубав град с божественото име Диосполис – град на Зевс.
Ямбол става за първи път част от България по времето на хан Тервел през 705 г. и оттогава е неразаделна част от България.
Сред костните останки от средновековния некропол в града от 9 – 12 в. от палеоорнитолога проф. Златозар Боев са установени и такива на домашни кокошки (Gallus gallus f. domestica).
Градът е един от първите на Балканите, който оказва силна съпротива на турците и бива превзет през 1373 г. след продължителна обсада. Част от впечатляващите крепостни стени и кули на средновековния Ямбол са съхранени. От периода на османското владичество в града са запазени два архитектурни паметника: Безистенът и Ески джамия.

### В навечерието на Освобождението
Разположен върху двата бряга на река Тунджа, градът е имал две части – Каргона или Новия Ямбол, и Ески или Стария Ямбол, свързани помежду си с мост. В края на 1877 г. броят на жителите на града е бил около 8000 души, от които 4500 българи, 2000 турци, 1000 евреи и 500 от други народности. Налични били следните обществени постройки: Безистен (покрит пазар), часовникова кула, 21 чешми, конак (околийско управление), телеграфопощенска станция, 3 моста, 17 джамии, 2 църкви, 2 бани и др.
През 1877 г. е построена железопътна линия между Цариград и Пловдив. От Харманли има връзка към Ямбол.
Турските войски били изтикани от стратегическите си позиции в старопланинските проходи. За турското командване било ясно, че не може да има успех срещу русите в полетата на Тракия и затова побързало да прибере остатъците от своята разбита армия към столицата. Градът силно пострадва от огън. При изтеглянето на редовните части на 12 – 13 януари Керим паша заповядва освен станцията да се запалят и оцелелите къщи в горящия град. В резултат почти всички български и еврейски къщи са съборени. Запазени са само Ески джамия, Безистенът и градският часовник. В продължение на повече от седмица преди това черкезки шайки, заедно с дезертирали турски войници и други башибозушки банди се впуснали по дюкяните и по къщите, извършили масови погроми над останалото българското население в града и околните села – грабеж и изтезания за пари, зверства и издевателства. Голяма част от населението бяга на Зайчи връх до с. Кабиле, за да запази поне честта и живота си. На 13 януари турците запалват училището, на 14 януари – църквата „Свети Георги“. На 15 януари турското население от града бяга към Одрин. Чаршията и махала Каргона са напълно обрани. Всяко едно турско семейство натоварва по 2 – 3 коли с крадена стока и покъщнина. На 17 януари сутринта в града нахлуват отново голям отряд черкези, тогава са убити свещениците Георги Снегов, Иван Михалакиев и Тоте Драгиев и още много невинни граждани. По-късно през деня, 17 януари 1878 г., казаците на 23-ти Донски казашки полк с командир полковник Николай Бакланов първи влизат в димящия и опустошен град. За превземането на града не са водени боеве. На следващия ден – Богоявление, оцелелите ямболци тържествено празнуват своето освобождение.

### След Освобождението
Ямбол става известен с това, че след Руско-турската война от 1828 – 1829 г. областта поражда най-масовите (т.е. основните) изселнически вълни в посока към Бесарабия и Добруджа. Те са предизвикани от желанието на местното население, оставащо все още под османска власт, да съхрани отвоюваната си (чрез съдействие на християнската войска) мимолетна независимост и след оттеглянето на руската армия. Този процес на обезлюдяване, характерен за Югоизточна България, впоследствие частично бива компенсиран от друг процес – почти век по-късно много български бежанци от Одринска и Беломорска Тракия се заселват в ямболския край.
В първата половина на XX век Ямбол е известен с минералната си вода и минералната баня, с уникалния релсов трамвай, теглен от коне, с реномираната си фазанария, с огромния хангар за цепелини от 1917 г. и други забележителности.
По време на Първата световна война най-южната военна база за дирижабли на Централните сили – Ямбол – се оказва отправна точка за една специална мисия – полетът на бойния дирижабъл „LZ 104“ (с тактическо обозначение „L.59“). „Das Afrika-Schiff“ – транспортен въздушен кораб на немските Имперски военноморски сили, пристига от Фридрихсхафен на 4 ноември 1917 г. Задачата му била да осигури неотложни доставки (боеприпаси, медицински принадлежности и др.) за силите на генерал-майор Паул фон Летов-Форбек в Германска Източна Африка, в рамките на еднопосочен полет без междинно зареждане. След два неуспешни опита да се насочи към целта си, на 21 ноември 1917 г. „Das Afrika-Schiff“ успява да поеме по планирания маршрут на юг – Одрин, Мраморно море, крайбрежието на Мала Азия и о. Крит. Мисията е преждевременно прекратена на 23 ноември поради влошаване на положението на немската колониална власт в Източна Африка, което поставило под въпрос крайния успех на това начинание. Цепелинът се завърнал в Ямбол на 25 ноември, след 95-часов непрекъснат полет (рекордно за времето си постижение) и 6800 km изминат път.

## Население
Численост на населението според преброяванията през годините:
| \| Година на преброяване \| Численост \| \| --------------------- \| --------- \| \| 1934 \| 24 920 \| \| 1946 \| 30 576 \| \| 1956 \| 42 333 \| \| 1965 \| 58 465 \| \| 1975 \| 75 766 \| \| 1985 \| 89 993 \| \| 1992 \| 91 497 \| \| 2001 \| 82 649 \| \| 2011 \| 74 132 \| \| 2021 \| 59 364 \| |           |
| Година на преброяване | Численост |
| 1934 | 24 920    |
| 1946 | 30 576    |
| 1956 | 42 333    |
| 1965 | 58 465    |
| 1975 | 75 766    |
| 1985 | 89 993    |
| 1992 | 91 497    |
| 2001 | 82 649    |
| 2011 | 74 132    |
| 2021 | 59 364    |

### Етнически състав
Численост и дял на етническите групи според преброяването на населението през 2011 г.
| Етническа група     | 2011   | 2011   |
| Етническа група     | Брой   | %      |
| ------------------- | ------ | ------ |
| Българи             | 59 899 | 80,80% |
| Роми                | 4 263  | 5,75%  |
| Турци               | 3 185  | 4,30%  |
| Други               | 296    | 0,40%  |
| Не се самоопределят | 1 101  | 1,49%  |
| Неотговорили        | 5 388  | 7,27%  |
| Общо                | 74 132 | 74 132 |

## Религия
Основната религия е православното християнство. В града има и общност на Евангелската методистка епископална църква.

## Управление
Колективен орган на самоуправление е общинският съвет, кметът на града е орган на изпълнителната власт. Общинското управление се осъществява от шест дирекции, които включват „административно-правно и информационно обслужване“, „финансово-стопански дейности и управление на собствеността“, „териториално устройство и развитие“, „финанси и икономическа политика“, „общинска собственост“ и „социално развитие“.
- Кмет – Валентин Цветанов Ревански
- Председател на Общинския съвет – Антон Русков Шиков

### Международни отношения
Ямбол е побратимен град с:
- Бердянск, Украйна
- Вилжуиф, Франция
- Ижевск, Русия
- Одрин, Турция
- Търгу Жиу, Румъния
- Шерадз, Полша
- Андижан, Узбекистан
- Хале, Германия

## Икономика

### Промишленост
Промишлеността е най-важният сектор в икономиката на Ямбол. Структурата ѝ обхваща следните подотрасли: хранително-вкусова промишленост; химическа промишленост; машиностроене и металообработване; текстилна и трикотажна промишленост; шивашка промишленост и др. В Ямбол се развиват нови индустриални отрасли като производството на автомобилно електрооборудване и рециклирането на отпадни пластмасови продукти. Сред големите индустриални предприятия, определящи облика на промишлеността в града, се нареждат: „Темпо М“, „Синтер М“, „Хидравлични елементи и системи“, „Екопласт Файбър“, „Язаки България“, „Е. Миролио“, „Белла България“, „Тунджа“, „Вакуум Ел Систем“ „Калибровани Стомани“, „Хидросистем“ „Папас олио“, „Карил“, „Винпром Ямбол“.
Важно значение за областната икономика има развитието на дейността на малките и средни предприятия. Основна цел пред развитието на промишлеността на Ямболска област е на базата на наличния промишлен потенциал, с привличането на местни и чуждестранни инвестиции, да се осигури нарастване на производството, обновяване на крайната продукция и повишаване на нейната конкурентоспособност на вътрешния и международните пазари.

### Селско стопанство
Регионът е утвърден като един от най-големите производители на селскостопанска продукция в страната. Произвеждат се: хлебна и фуражна пшеница; ечемик; царевица; маслодаен слънчоглед; качествено червено и бяло грозде от винени сортове; плодове и зеленчуци; технически култури – памук, слънчоглед, кориандър.
На Ямболска област принадлежат 6,1% от обработваемата земя на страната. Общият размер на земеделските земи в Ямболска област е 2 580 392 дка към 31 декември 1999 г., като към тях на 273 000 дка са изградени поливни и на 79 000 дка отводнителни системи.
Основни селскостопански култури, които се произвеждат, са:
- Пшеница
- Ечемик
- Слънчоглед
- Червено и бяло грозде
- Технически култури

Животновъдството е с ориентация към производство на месо (свинско и говеждо) и мляко (краве и овче). Добре развити са овцевъдството, свиневъдството, рибовъдството и фазановъдството. Перспективите за бъдещо развитие на селското стопанство са в увеличаване на лозовите насаждения, на пивоварния ечемик; развитие на млечното говедовъдство; обвързване на инвестициите в хранително-вкусовата промишленост с преки инвестиции в селското стопанство, своевременно възстановяване, разширяване и модернизация на системи; изграждане на съвременна фуражна база и др.

### Горско стопанство
Горският фонд заема 15% от територията на Ямболска област. Условията са подходящи за организиран ловен туризъм на благороден елен, елен лопатар, фазани, дива свиня, тракийски кеклик. Има осем ловностопански комплекси. Основните тенденции в развитието на горското стопанство са в създаването на дивечова станция и на тази основа развитие на ловния туризъм, призната и оторизирана да издава и заверява различни документи, обслужващи външнотърговската дейност на фирмите и тяхното представяне пред света. За осъществяване на тези функции Палатата поддържа Единен търговски регистър.

## Инфраструктура

### Образование и наука

#### Училища
- Факултет „Техника и технологии“ на Тракийския университет, Стара Загора
- Професионална гимназия по икономика „Георги Стойков Раковски“
- Езикова гимназия „Васил Карагьозов“
- Природо-математическа гимназия „Атанас Радев“
- Профилирана гимназия „Васил Левски“
- Гимназия по строителство и архитектура, графика и дизайн „Кольо Фичето“
- Професионална гимназия по земеделие и животновъдство „Христо Ботев“
- Професионална гимназия по подемна, строителна и транспортна техника „Никола Йонков Вапцаров“[12]
- Професионална гимназия по хранителни технологии и туризъм[13]
- Професионална техническа гимназия „Иван Райнов“[14]
- Спортно училище „Пиер дьо Кубертен“
- Средно училище „Св. Климент Охридски“
- Основно училище „Любен Каравелов“
- Основно училище „Николай Петрини“
- Основно училище „Христо Смирненски“
- Основно училище „Петко Рачов Славейков“
- Начално училище „Св. св. Кирил и Методий“

#### Обсерватория и планетариум
Идеята за изграждане на Националната астрономическа обсерватория и планетариум (НАОП) Ямбол възниква в период, когато се извършват епохални събития в науката – изстрелването на първия изкуствен спътник на Земята, полетът на първия космонавт, стъпването на човек на Луната.
Година преди откриването на НАОП започва подготовката за нейното създаване, оборудване и обзавеждане. Използва се опитът на изградените до този момент обсерватории и планетариуми в Стара Загора, Димитровград и Варна.
През месец март 1970 година е проектиран и изработен купол за телескопа, а през април е доставен първият телескоп – 150/2250, тип „Касегрен“. От Пловдивския панаир през месец септември са доставени телескоп и планетариум ZKP – 1 „Kleine Palnetarium“, производство на заводите „Carl Zeiss“, Германия. Активна помощ за монтирането на апаратурата оказват покойният Бончо Бонев от обсерваторията в Стара Загора и Николай Петров от НАОП – Варна. Успоредно с това започват и първите извънкласни форми по астрономия. Като завеждащ НАОП е назначен Господин Момчев. Така на 21 март 1971 г. акад. Бонев открива третия до този момент планетариум в България – Ямбол.
Планетариумът в Ямбол е единствен в югоизточна България и ежегодно през звездната зала преминават хиляди ученици и граждани, като за 30 години техният брой надхвърля 500 000 души. Предлаганите 74 лекции-сеанси подпомагат усвояването на знания по роден край, природознание, география, физика, астрономия, биология и философия от първи до единайсти клас.
Астрономическата обсерватория и планетариум са утвърдени като единственото място в региона, в което се извършва масова работа по обучение и популяризиране на астрономията и космонавтиката сред всички възрастови групи ученици и граждани. За това помагат дискусиите, семинарите, лекториите, срещите с изтъкнати учени от страната и чужбина. Многобройни са музикалните вечери, промоциите на книги, изложбите на детско изобразително и приложно изкуство, гостувания на музеи и други.
С активното участие на Географското дружество в град Ямбол, съдействието на музея „Земята и хората“ и БАН, към НАОП през 1996 г. се създава географски комплекс под надслов „Човекът – земята – небето“, който включва сбирка от минерали, скали и учебна метеорологична площадка. От 2000 г. съществува експозиция от слънчеви часовници.
В курсовете и кръжоците на НАОП са преминали стотици ученици. От тях 150 успешно са защитили знанията си и притежават свидетелство за „Астроном любител“. Днес те са членове на астроклуб „Орион“ и подпомагат дейността на НАОП като сътрудници.
Паралелно с учебната и популяризаторската работа, в НАОП – Ямбол се извършва и изследователска дейност. През изминалите 30 години физиците и астрономите имат участия и публикации в национални и международни прояви – конференции, семинари, дискусии. Полезни за специалистите и учениците са контактите и съвместната работа със сродни астрономически звена в България и в чужбина – Русия, Словакия, Белгия, Гърция, Англия и Германия.
През 1996 г. Общински съвет – Ямбол награждава с почетен знак „Златен герб“ НАОП – Ямбол по случай 25-годишния юбилей.

### Здравеопазване

#### МБАЛ „Свети Пантелеймон“
- На 11 март 1879 г. e тържествено открита. При откриването тя се помещава в къщата на Афуз ага. По-късно, описвайки състоянието на болниците в Източна Румелия, княз Шаховски споменава, че в сравнително най-добро състояние се намира градската болница в Ямбол, но средствата, с които разполага местното ръководство, не успяват да покрият разходите.
- Първите приходи за издръжка и обзавеждане са се набирали от дарение на разни дружества и частни лица. През този период започнало организирането на благотворителното дружество „Св. Пантелеймон“, което имало за задача да осигури допълнителни средства.
- От 1912 г. започва застрояването на болничната сграда, завършило през 1914 г. (на мястото, където сега се намира болницата). Сградата е била двуетажна.
- През 1986 г. в Окръжна болница – Ямбол се разкрива първата в страната лазерна лаборатория.
- През 1998 г., след проведен търг, се закупуват медицинска техника и оборудване: компютърен томограф, лапароскопски апарат за микроинвазивна хирургия, съдов доплер, монитори, холотанов изпарител, компресор. С новото оборудване болницата отговаря на новите изисквания при акредитирането и защитава интересите на своите пациенти.
- През 1999 г. в деветте павилиона на болницата, като интегрален технологичен медицински комплекс, има 827 легла. Във връзка с новите социално-икономически условия в страната и района, промяната на числеността на населението и възрастовата му структура, Ямболската болница извършва преструктуриране и намаляване на легловия фонд на 596 легла.
- През месец март 1999 г. болницата чества своята 120-годишна история.
- През месец юли 2000 г. на Медицински съвет е взето решение болницата да се преименува на МБАЛ „Св. Пантелеймон“ АД. От 1 октомври 2000 г. по закона за лечебните заведения болницата е преобразувана в търговско дружество – АД – с 51% държавно участие. Болницата връща своето първо име, носила го през 1882 г.

#### МБАЛ „Свети Йоан Рилски“
- МБАЛ „Св. Йоан Рилски“ ООД е създадена през 2008 г. като частна инициатива в гр. Ямбол. Първоначално функционира като специализирана хирургична болница за активно лечение, а от януари 2012 г. – като многопрофилна болница за активно лечение (с откриването на нови отделения). В болницата и медицинският център към нея работят местни и външни специалисти. Болницата оказва медицинска помощ при лечението на остри и хронични заболявания, травми и състояния, изискващи оперативно лечение. Извършват се хирургични интервенции върху стомашно-чревния тракт, жлъчно-чернодробната област, перианалното пространство, апендицит, херния, доброкачествени образувания на млечната жлеза и др.

#### СБАЛ по кардиология
- Болницата разполага с леглова база от 30 легла с електронен контрол на положението в единични или двойни стаи. Разполага и със собствени реанимобили, които могат да транспортират тежко болните пациенти в режим 24/7. Интензивното отделение към болницата има 24-часово електронно и персонално мониториране на необходимите показатели и разполага с 6 легла. Отделението също така е оборудвано със съвременна модерна техника нужна за лечението на пациентите в критично състояние.

### Транспорт
Транспортът в границите на самия град бива таксиметров и автобусен. Придвижването извън града се извършва с железопътен и автобусен транспорт.
Градът се обслужва от софийската фирма „Юнион Ивкони“. Тя обслужва линиите 2, 5, 16, 18, 7, 11, 1, 20, 25, 23, 13.
Градът е разположен на 8-а главна жп линия – Пловдив–Чирпан–Стара Загора–Нова Загора–Ямбол–Карнобат–Бургас. Това предоставя отлична възможност за връзка с областните градове на линията. Движат се бързи, пътнически, ускорени бързи и товарни влакове. Линията бе основно подменена в периода 2012 – 2014 г. Самата жп гара в Ямбол е на сравнително неудобно местоположение, тъй като се намира в индустриалната зона.

### Радио
В Ямбол ефирно се приемат следните радиостанции:
| Честота, MHz | Радиостанция                |
| ------------ | --------------------------- |
| 87,8         | БНР Програма „Хоризонт“     |
| 91,2         | Радио Веселина              |
| 91,9         | Радио Бургас                |
| 92,6         | БГ Радио                    |
| 94,2         | Радио FM+                   |
| 94,7         | Радио 1                     |
| 95,5         | Радио 999                   |
| 97,2         | БНР Радио Стара Загора      |
| 98           | Радио 1 Рок                 |
| 98,7         | БНР Програма „Христо Ботев“ |
| 99,4         | Bulgaria ON AIR             |
| 101,2        | Дарик Радио                 |
| 101,7        | Радио Фокус                 |
| 102,2        | Z-Rock                      |
| 104,2        | Радио N-JOY                 |
| 105.7        | Радио Фреш                  |
| 106,4        | Радио Витоша                |

### Телевизия
В Ямбол ефирно се приемат следните цифрови телевизионни програми:
| ТВ канал | Телевизия                                                |
| -------- | -------------------------------------------------------- |
| 37       | bTV, Нова телевизия, БНТ1, БНТ2, БНТ HD, Bulgaria On Air |

Кабелните оператори в Ямбол са „Диана Кабел ТВ“ и „ТВ ЕРА“ (своеобразен наследник на „Супер вижън +“).

## Култура
В града има православни църкви (храм „Св. Николай“, храм „Св. Георги“, храм „Св. Троица“), католическа и протестантски църкви (Мормонска църква, Адвентна църква, Апостолска реформирана църква, евангелска църква, евангелска баптистка църква), както и джамия („Ески джамия“). Бившата синагога понастоящем се ползва като картинна галерия и се намира в центъра, зад профсъюзния дом. Има и малък събор на Свидетелите на Йехова.

### Регионален исторически музей
Регионалният исторически музей в Ямбол разполага с комплексна експозиция, проследяваща историята на града и региона от неолита до наши дни. В музейните зали се намира и уникалната експозиция „Драма“ с фрагменти от микенска керамика и глинен печат с т.нар. „линеарно писмо В“.
Дължи създаването си на безкористната, събирателна и проучвателна дейност на местни интелектуалци положили основите на историческите проучвания за региона. Още през 1886 г. в трикласното мъжко училище в Ямбол, по инициатива на проф. Петър Нойков, е уредена първата музейна сбирка. Археологическото ученическо дружество „Диана“ (основано в 1925 г.) през 1926 г. подрежда музейна сбирка. По това време известни местни интелектуалци основават гражданско археологическо дружество „Диамполис“, което развива активна дейност в областта на археологията и етнографията. Събраните от тези дружества експонати се съхраняват до 1936 г. в сградата на ямболската педагогическа гимназия, а по-късно са предадени на читалището. През 1948 г. отдел „Музеи и галерии“ при Комитета за наука, изкуство и култура с писмо предлага на ГНС – Ямбол да предвиди в бюджета си за 1949 г. службата „Асистент по старините“ и помещение за музей.
На 26 януари 1952 г. Венета Дачева е назначена на длъжност референт за музей и картинна галерия. С този акт се полага началото на музея като институция. Официално музеят е открит на 2 юни 1953 г. като музей на революционното движение. До 1955 г. В. Дачева е единственият уредник в него. Първоначално в музея има 3 отдела: исторически (включващ историческото развитие на Ямбол и региона от праисторията до 1944 г.); социалистическо строителство (отразяващ събитията след 1944 г.) и отдел природонаучен. Първите му експонати са част от музейната сбирка на археологическите дружества. Постепенно музейната дейност се разраства и броят на специалистите, работещи в него се увеличава.
Понастоящем музеят разполага със специалисти, разпределени в 4 основни отдела: „Археология“ (включва фондовете „Праистория“, „Античност“, „Средновековие“ и „Нумизматика“), „Българските земи XV-XIX в.“ (включва фондовете „Възраждане“ и „Етнография“), „Нова и най-нова история“ и „Връзки с обществеността“. Към музея функционира и ателие за реставрация и консервация.
Фондовете на музея (основен и спомагателен) като цяло включват около 90 000 експоната от родната история, някои от които с неоценима научна стойност, разпределени в съответните отдели.
Съвместно с организацията JOCV (Японски доброволци за сътрудничество в чужбина) музеят осъществи пилотен проект по компютризация на музейното дело. В резултат на това бе разработена програма за компютърна обработка на музейните експонати и беше създадена база данни за съществуващите музейни фондове. В музея е изградена вътрешна компютърна мрежа. Благодарение на богатите си фондове и добрите специалисти през изминалите години Ямболският музей е организирал над 30 мащабни изложби, свързани с историята на Ямбол и региона. Музеят има десетки издания с научни и популярни публикации по различни регионални исторически проблеми. През 1995 г. музейните специалисти издават в. „Вести на Ямболския музей“ и списание. Фондовете на музея продължават да се попълват ежегодно както от събирателна дейност и дарения, така и от продължаващите вече десетилетия разкопки на античния град Кабиле и праисторическа селищна могила край с. Драма. Резултат от тези проучвания са три международни симпозиума „Поселищен живот в Тракия“ и множество научни публикации.
Всички музейни специалисти участват активно в провежданите национални и регионални конференции, в които чрез своите проучвания популяризират и разпространяват историята на Ямбол и региона, неотменима част от българската история.

### Театри
- Драматичен театър „Невена Коканова“ – Ямбол, ул. „Г. С. Раковски“ 20
- Куклен театър – Ямбол, ул. „Жорж Папазов“ 1

### Кино
- Кино „Елит“

### Редовни събития
- Конкурс за млади художници и литератори „Душата на един извор“. Регламент: конкурсът е в 2 категории: изобразително изкуство и литература. Техники и жанрове* в категория „Изобразително изкуство“ – акварел, пастел, темпера, графика, масло, а в категория „Литература“ – приказка, кратък разказ, есе. Тема – свободна. Конкурсът се провежда от 2002 г.
- Маскараден фестивал – Ямбол. Периодичност: провежда се всяка година през февруари. Организатори: Министерство на културата, Община Ямбол – дирекция „Хуманитарни дейности и евроинтеграция“ (ул. „Георги Раковски“ 7); Община Тунджа (пл. „Освобождение“ 1). Телефони за контакт: община Ямбол – 046 681 305.
- Театрални празници „Невена Коканова“. Дата: 4 – 8 юни 2007 г. Място: театрални зали в града. Периодичност: всяка календарна година. Организатори: Министерство на културата; Община Ямбол – дирекция „Хуманитарни дейности и евроинтеграция“ (ул. „Георги Раковски“ 7); Драматичен театър (ул. „Георги Раковски“ 20).
- Национален куклено-театрален фестивал „Михаил Лъкатник“ с международно участие. Място: Куклен театър Ямбол. Периодичност: провежда се всяка година – последна седмица на април. Организатори: Министерство на културата; Община Ямбол – дирекция „Хуманитарни дейности и евроинтеграция“ (ул. „Георги Раковски“ 7); Община Тунджа, Съюз на артистите в България, Куклен театър – Ямбол (ул. „Жорж Папазов“ 1). Телефони за контакт: община Ямбол – 046 681 308.
- Ежегоден фестивал Музикални празници „Златната Диана“, в седмицата около празника на града.
- Всяка година се провежда национален мотосъбор в местността „Бакаджика“.[16]

### Спорт
- Спортна зала „Диана“
- Баскетболният отбор на Ямбол е шампион на страната за сезон 2002 г. под ръководството на Иван Чолаков.[17]
- Футболния отбор на града Ямбол 1915 е един от основателите на Б група като „Партизан“, на 38-о място във Вечната ранглиста на А група. Създаден е през 1915 г. Наследник на Ботев, Георги Дражев, Николай Лъсков, Партизан, Спартак, ДНА, Червено знаме, Победа и Слава. През 50-те години отборът се бори за утвърждаване в Б група. През 60-те години, вече като утвърден участник, ямболии почти всеки сезон участват в борбата за титлата на втория ешелон на българския футбол и успяват да станат шампиони през сезон 1969/70. Следват сезони в А група и изпадане пред 70-те години. Отборът се затвърждава като средняк. През 80-те отборът се бори за оцеляването си като дори и изпада, но успява да се завърне сред професионалистите. През 90-те години отборът отново изпада и започва своя окончателен упадък. Двукратен полуфиналист в Държавното първенство – през 1933 и през 1936 г. Най-големия си успех в А РФГ постига през 1970/71 (13-о място), три последователни сезона е в А група 1970/71, 1971/72 и 1972/73 г.). Отборът е в Югоизточната В АФГ. Играе срещите си на стадион „Тунджа“ (бивш „Николай Лъсков“), с капацитет 18 хил. зрители. Основният екип на отбора е синьо-бели фланелки и сини шорти. Резервните екипи са бели фланелки с бели шорти. През 1994 година отборът изпада от Б във В футболна група. През сезон 2000/01 отборът изпада в А окръжна група. През сезон 2005/06 губи баража за влизане във В футболна група, но все пак през сезон 2006/07 влиза във В футболна група. През сезон 2008/09 Тунджа Ямбол завършва на 18-о място от възможни 19 отбора в Югоизточна В група с 28 точки. През сезон 2010/11 Тунджа Ямбол завършва на 18-о място в група от 20 отбора (Югоизточна В група) с актив от 30 точки. През сезон 2011/12 Тунджа завършва на 2-ро място, след като губи битката за промоция в предпоследния кръг на Югоизточна В група.
- „СКВ Тунджа“ – волейболен отбор на град Ямбол

### Забележителности
Античният град Кабиле край Ямбол е сред 100-те национални туристически обекта.
- Римската баня
- Средновековната крепост на Ямбол
- Безистенът – построен е през 1509 г. по образец на други подобни османски сгради в европейската част на империята. Специалисти твърдят, че залата му притежава най-добрата акустика в България и би могла да се използва за различни концерти. Освен „Безистена“, който всъщност е покрита чаршия, само „Ески джамия“ е единствената друга османска постройка, запазена в почти цялостен вид. С известна уговорка, защото през 1972 г. „Безистена“ е бил полуразрушен и построен наново. Точно това време е вододелът, разделящ стария Ямбол от това, което представлява градът днес. В началото на 70-те години комунистическата власт решава да поразшири центъра, да отвори пространство, да построи нови по-големи сгради. Много от старите ямболии обаче с умиление още си спомнят тесните улички и схлупените къщурки из центъра, с белия паваж и брезичките. През 2015 г. е извършен ремонт на Безистена чрез средства от ЕС.
- бившата синагога – днес е една от най-големите художествени галерии с над 3500 картини и скулптури
- „Боровец“ – парк, разположен на едноименния хълм в източната част на града. Един от двата големи парка на Ямбол. В „Боровец“ се намира телевизионната кула на Ямбол, както и хотел-ресторант.

### Храмове
Добре запазени са историческите църкви „Св. Георги“ и „Св. Троица“, които са пазили българските традиции по време на петвековното османско владичество.
Ямбол е освободен през януари 1878 г. от руските войски. По този случай на връх Бакаджик край Ямбол е построен и осветен храмът „Св. Александър Невски“ – първият паметник на българо-руската дружба в България.
В църквата „Св. Георги“ се намира уникален дървен иконостас, дело на Дебърската школа.
През февруари 2016 г. е открит един от най-големите и красиви български източноправославни храмове – църквата „Св. Успение Богородично“, намираща се в квартал Аврен.
Католическите храмове „Свети Кирил и Методи“ и „Пресвето сърце Исусово“ са изградени в един общ архитектурен комплекс през 1925 г.

### Археология
Най-ранните останки от селищен живот са открити в десетките праисторически селищни могили. Дори на територията на съвременния град Ямбол се намират останки от така наречените Рашева и Марчева могили, които датират от неолита, енеолита и бронзовата епохи. Някои от находките, открити в тях, сега се съхраняват в парижкия Лувър и Археологическия музей София. Огромна част от тези ценни експонати обаче са притежание на Историческия музей в Ямбол.
В праисторическата могила до с. Драма (30 km от гр. Ямбол), за първи път в България са открити фрагменти от микенска керамика и глинен печат с т.нар. „линеарно писмо В“. В чертите на съвременния град е съществувало антично селище, като се предполага, че през 293 г. император Диоклетиан, му е дал името Диосполис (град на Зевс). Част от впечатляващите крепостни стени и кули на средновековния Ямбол са съхранени.

## Известни личности
Сред известните ямболии са:
- Алек. Петров, български революционер от ВМОРО, четник на Лука Джеров[20]
- Дионисий Витлеемски (? – 1857) витлеемски митрополит на Йерусалимската патриаршия
- Желю войвода (1828 – 1893), войвода и национален герой
- Атанас Кожухаров (1831 – 188?), народен учител и общественик
- Ради Колесов (1831 – 1862), български просветител, книжовник, поет, преводач и националреволюционер
- Георги Дражев (1848 – 1876), революционер, един от ръководителите на Априлското въстание от 1876 г. в ямболския край
- Георги Иванов (1858 – 1932), офицер, генерал-майор
- Стилиян Ковачев (1860 – 1939), български генерал от пехотата
- Петър Чолаков (1879 – 1935), български революционер
- Илия Белев (1884 – 1903), български революционер от ВМОРО
- Петър Лесев (1891 – ?), български революционер от ВМОРО
- Жорж Папазов (1894 – 1972), български и френски художник
- Борис Карадимчев (1933 – 2014), български композитор на филмова и поп музика
- Митко Щерев (р. 1946), български композитор, аранжор и пианист
- Инокентий Крупнишки (р. 1963), български духовник
- Иван Кръстев, бронзов медалист от олимпийските игри в Мюнхен през 1972 г.
- Кара Георги, революционер от ВМОРО, четник при Коце Алексиев[21]
- Георги Иванов Аладжов (1884 – 1913), революционер от ВМОРО, четник при Александър Георгиев,[22] загинал през Междусъюзническа война[23]
- Иван Константинов, български революционер от ВМОРО, четник на Богдан Баров[24]
- Иванов, български революционер от ВМОРО, четник на Лука Джеров[20]
- Иван Костадинов Бояджиев, български революционер от ВМОРО, четник на Кръстьо Българията[24]
- Илия Ив. Шекеров, български революционер от ВМОРО, четник на Михаил Чаков[25]

## Други
На Ямбол е наречена улица в София (Карта).